# 23212 Arkajitdey
23212 Arkajitdey è un asteroide della fascia principale. Scoperto nel 2000, presenta un'orbita caratterizzata da un semiasse maggiore pari a 2,8711399 UA e da un'eccentricità di 0,0554545, inclinata di 2,33266° rispetto all'eclittica.